# Lego Ideas
Lego Ideas (tidligere kendt som Lego Cuusoo) en produktlinje fra af den danske legetøjskoncern LEGO. Lego Ideas starter på et website, der drives af Chaordix og Lego, som lader brugere indsende ideer til Legomodeller, der kan blive produceret som rigtige sæt og solgt kommercielt. Den oprindelige designer modtager 1% i royalties. Hjemmesiden starterde i 2008 som en udløber af den japanske hjemmeside Cuusoo.
Hvert forslag skal have mindst 10.000 stemmer, hvorefter Lego vil behandle forslaget. I denne fase bliver flere aspekter vægtet og emner som sex, alkohol og vold bliver afvist, da det er imod virksomhedens politik. Ligeledes er der blevet afvist forslag hvis de intellektuelle rettigheder har været for vanskelige, dyre eller umulige at opnå.

## Baggrund
Lego Ideas blev oprindeligt introduceret som en udløber af den japanske hjemmeside Cuusoo, der blev skabt som et samarbejde mellem virksomheden og Lego. Den fik navnet Lego Cuusoo og hjemmesiden fungerede som en betaversion indtil Lego Ideas var en færdigudviklet produkt. I 2014 flyttede platformen tilChaordix.